# 팔괘

주 문왕(周文王)의 후천팔괘.도(後天八卦圖)

팔괘(八卦)는 중국에서 유래한 동아시아의 역(易)과 관련된 기호체계이다. 이 팔괘중 사괘는 태극기에도 사용되었다.

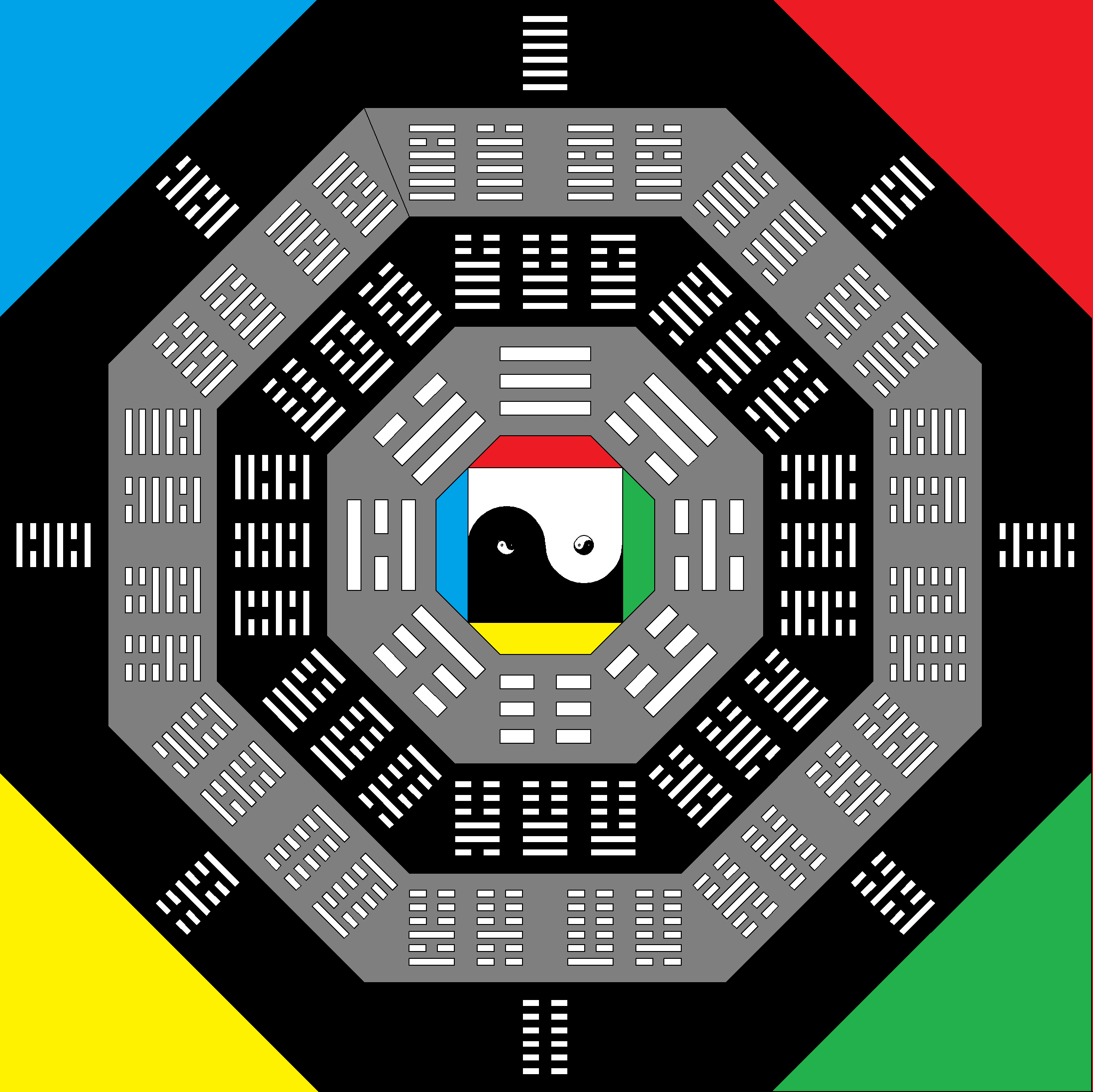
64 quẻ

| 이름   | 표상 | 자연     | 성정       | 가족   | 선천방위 | 후천방위 | 동물 | 신체부위 | 기관 | 오행 | 이진법 | 유니코드 |
| ------ | ---- | -------- | ---------- | ------ | -------- | -------- | ---- | -------- | ---- | ---- | ------ | -------- |
| 건(乾) | ☰    | 하늘(天) | 굳셈(健)   | 아버지 | 남       | 서북     | 말   | 머리     | 뇌   | 금   | 111    | U+2630   |
| 태(兌) | ☱    | 늪(澤)   | 기쁨(悅)   | 소녀   | 동남     | 서       | 양   | 입       | 허파 | 금   | 110    | U+2631   |
| 이(離) | ☲    | 불(火)   | 고움(麗)   | 중녀   | 동       | 남       | 꿩   | 눈       | 쓸개 | 불   | 101    | U+2632   |
| 진(震) | ☳    | 번개(雷) | 움직임(動) | 장남   | 동북     | 동       | 용   | 발       | 심장 | 나무 | 100    | U+2633   |
| 손(巽) | ☴    | 바람(風) | 듦(入)     | 장녀   | 서남     | 동남     | 닭   | 넓적다리 | 간   | 나무 | 011    | U+2634   |
| 감(坎) | ☵    | 물(水)   | 빠짐(陷)   | 중남   | 서       | 북       | 돼지 | 귀       | 콩팥 | 물   | 010    | U+2635   |
| 간(艮) | ☶    | 산(山)   | 그침(止)   | 소남   | 서북     | 동북     | 개   | 손       | 위   | 흙   | 001    | U+2636   |
| 곤(坤) | ☷    | 땅(地)   | 순함(順)   | 어머니 | 북       | 서남     | 소   | 배       | 비장 | 흙   | 000    | U+2637   |

## 진손
```
離震乾
艮　兌
坤巽坎
```

## 곤건
```
艮坤震
坎　離
巽乾兌
```

## 효(爻)
효는 역(易)의 괘(卦)를 나타내는 가로 그은 획 하나를 가리킨다. ‘⚊’을 양(陽)으로 하고 ‘⚋’을 음(陰)으로 하며 따라서 괘(卦) 하나는 세개의 효로 이루어진다.
역경 64괘에서는 2개의 괘가 위와 아래로 연결되어 1괘를 이루고 따라서 이러한 괘는 총6개의 효를 갖게된다. 이때 밑에서부터 세어 초효(初爻), 이효(二爻)라고 하고, 맨 위 여섯 번째의 것을 상효(上爻)라고 한다.

한편 주역이 효(爻)를 아래에서부터 순서매기는 관례에 따른 이진법표기는
| ☷   | ☳   | ☵   | ☱   | ☶   | ☲   | ☴   | ☰   |
| 000 | 100 | 010 | 110 | 001 | 101 | 011 | 111 |

 이된다.
이진법에서도 마찬가지로 ‘⚋’을 '0'으로 ‘⚊’을 '1'로 하여 밑에서부터 세어준다.

## 대성괘와 소성괘
대성괘(大成卦)는 상괘와 하괘로 이루어진 총6효를 갖는 괘로 총64괘이다. 주역의 괘이다. 중괘(重卦)라고도 한다.
소성괘(小成卦)는 총3개의 효로 이루어진 괘로 팔괘중 하나씩 총8개를 이룬다. 대성괘에 대해서 팔괘의 괘들을 일컬을 때 부른다.
각각 상괘(上卦)와 하괘(下卦)로 불리기도 한다.

## 감괘
|                      | ☵                                |
| 갑골문자의 물 수(水) | 물 수(水)의 의미를 갖는 감(坎)괘 |

## 같이 보기
- 음양팔괘도
- 조선시대의 3대 예언서
  - 격암유록
  - 송하비결
  - 정감록
- 추배도
- 십익
- 풍수
- 방위학(方位學)
- 구성학(九星學)
- 자기동래(紫氣東來)
  - 동방의 등불(The Lamp of the East)
    - 라빈드라나트 타고르
- 레이 라인(영어판)
- 천부삼경(天符三經)
  - 천부경
  - 삼일신고
  - 참전계경